# 熱那亞省
熱那亞省（義大利語：Provincia di Genova）曾是意大利利古里亚大区的一个省，首府为热那亚。现在已经被熱那亞廣域市所取代。

## 概况

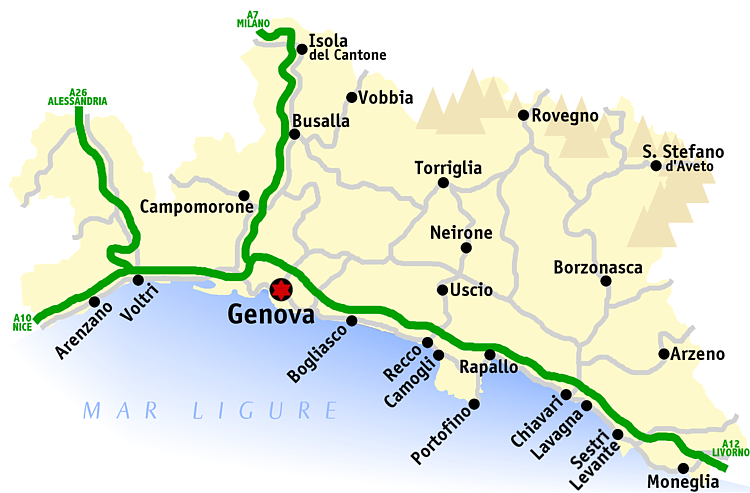
熱那亞省地图

熱那亞省面积为1,838平方（710平方英里），总人口约90万（2009年）。

## 历史
热那亚多年来一直是独立的共和国，当拿破仑于1800年成为法兰西帝国皇帝和意大利国王时，它成为法兰西帝国的一部分。当拿破仑于1814年被击败时，它成为薩丁尼亞王國的一部分。那时热那亚是意大利最重要的港口和贸易中心。
1859年通过法令于1860年3月1日成立热那亚省。第一任主席是律师Antonio Caveri。它被细分为五个区：Levante，Chiavari，Genoa，Savona和Albenga，这些区域基本上与热那亚共和国的前几个分区相对应，后者在拿破仑一世的意大利战役后破裂。维托里奥·埃马努埃莱二世在1875年批准了该省的徽章，并于1933年由法西斯政府加入了束棒标志。

## 城市
人口稠密的城市
以下是按2010年12月31日居民人口排序的省内前十个城市列表：
| 排名 | 城市             | 人口 (ab) |
| ---- | ---------------- | --------- |
| 1º   | 热那亚           | 607.906   |
| 2º   | 拉帕洛           | 30.785    |
| 3º   | 基亚瓦里         | 27.815    |
| 4º   | 东塞斯特里       | 18.794    |
| 5º   | 拉瓦尼亚         | 13.013    |
| 6º   | 阿伦扎诺         | 11.724    |
| 7º   | 雷科             | 10.178    |
| 8º   | 圣玛格丽塔利古雷 | 9.915     |
| 9º   | 科戈莱托         | 9.209     |
| 10º  | 塞拉里科         | 7.994     |